# Dobczyce

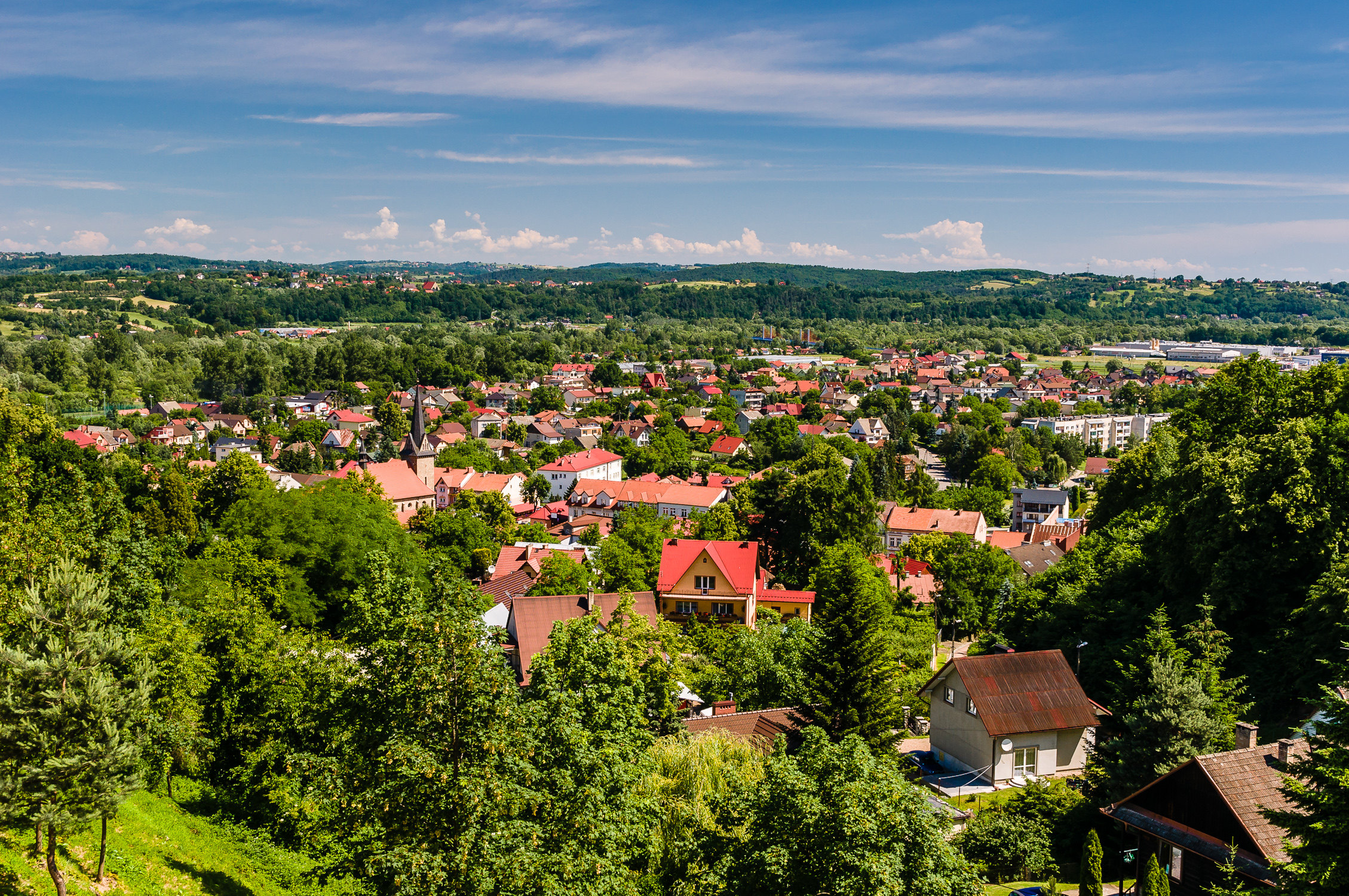
Blick von der Burg Dobczyce

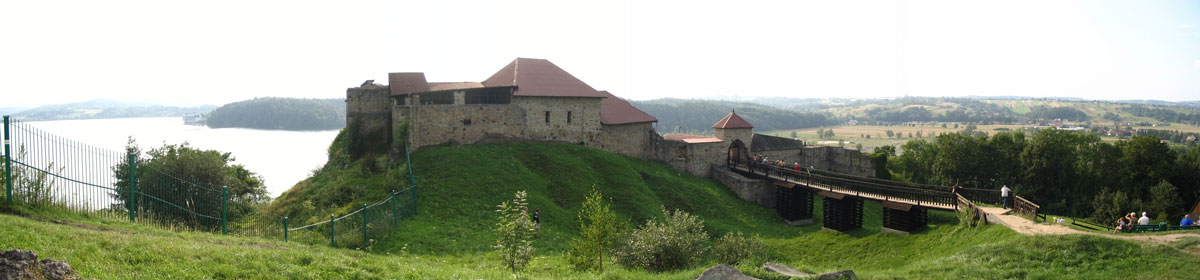
Burg Dobczyce

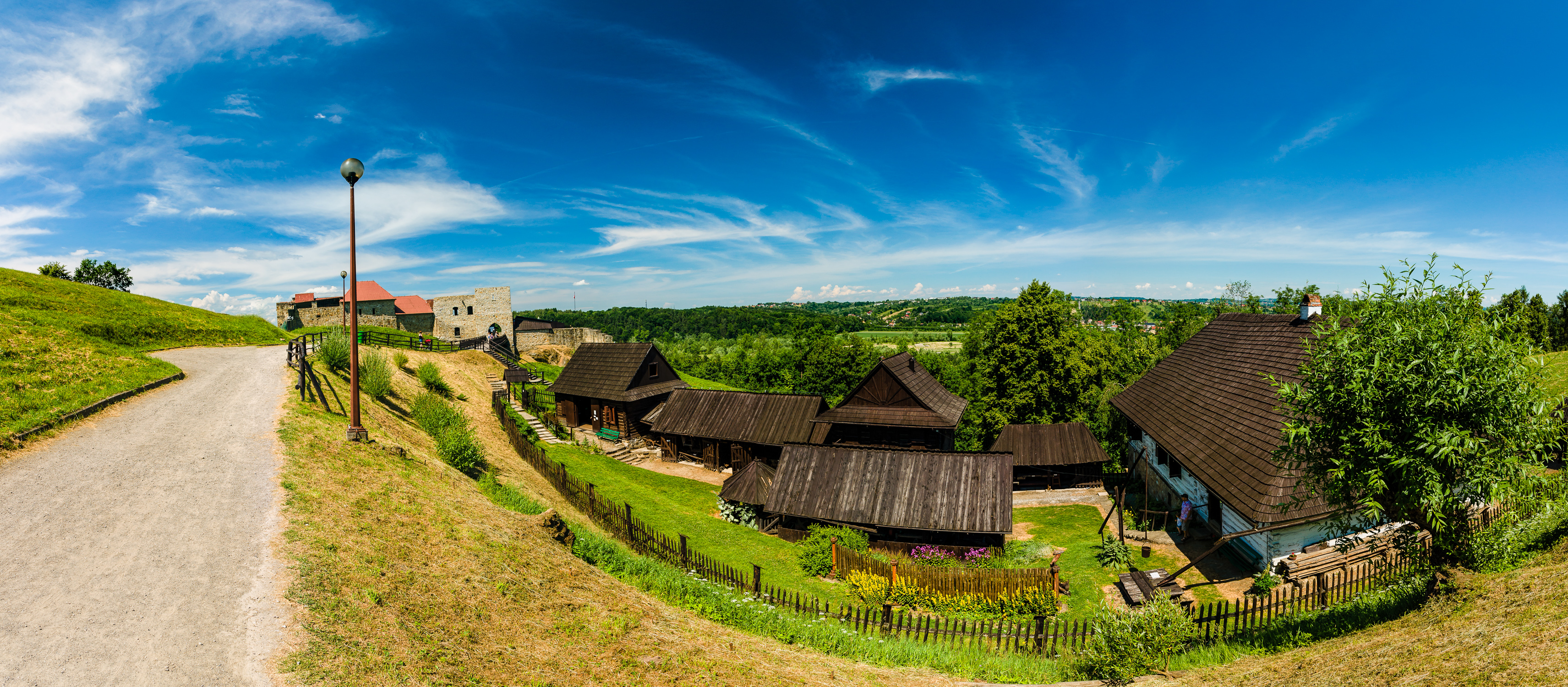
Freilichtmuseum Dobczyce

Dobczyce (deutsch Schlossberg) ist eine Stadt in Polen in der Woiwodschaft Kleinpolen. Sie ist Sitz der gleichnamigen Stadt-und-Land-Gemeinde mit etwa 15.200 Einwohnern.

## Geographie
Die Stadt liegt etwa zehn Kilometer südlich des Stadtrandes von Krakau im Vorgebirge der Westbeskiden, genauer im Pogórze Wiśnickie. Durch die Stadt fließt der Fluss Raba, der bei Dobczyce zum Stausee Jezioro Dobczyckie gestaut wird.

## Geschichte
Die erste urkundliche Erwähnung des Dorfs Dobsiche stammt aus dem Jahr 1266, eine Burg wurde erst im frühen 14. Jahrhundert bestätigt. Der Ortsname, ursprünglich *Dobszyce, ist vom Personennamen *Dobsza (urkundlich nie erwähnt, aber mit den bekannten Namen wie Dobiegniew verwandt) mit dem Suffix ice abgeleitet, die Dissimilation bš > bč kommt aus dem Einfluss des Namens Dobek/Dobko und der regulären Änderung k'> č. Die Stadt Dopzcicz wurde nach Magdeburger Recht vor dem Jahr 1310 gegründet, durch wen, ist urkundlich nicht gesichert. Wie im Fall anderer Städte Kleinpolens im Mittelalter unter den Stadtbewohnern wurden auch deutsche Personennamen erwähnt. 1321 wird erstmals die Pfarrei Dobschicz erwähnt. Zu ihr gehörten neben der Stadt die Dörfer Skrzynka, Kornatka, Brzezowa und Burletka.
1340 wurde erstmals in einem Dokument erwähnt, dass Dopschicze Stadtrecht besitzt. Nach einer Urkunde vom 2. November 1359 gab es in Dobshicz eine Zollstation. Am 24. April 1362 bestätigte Kasimir der Große das Magdeburger Stadtrecht für Dobszycz. 1443 wurde erstmals eine Schule, eine Pfarrschule, der Stadt erwähnt.
Während der Belagerung Krakaus 1655/56 im Zweiten Nordischen Krieg zerstörten die Schweden Dobczyce. 1660 gab es in Dobczyce 54 Gebäude, 1760 waren es 128. Als Polen das erste Mal geteilt wurde, kam die Stadt an Österreich Provinz Westgalizien. Es wurde zum Sitz des Gerichtsbezirks Dobczyce.
Im November 1914, während des Ersten Weltkrieges, marschierte die russische Armee in der Stadt ein. Sie musste sich aber bereits am 1. Dezember 1914 vor der österreichischen Armee zurückziehen. Nach Ende des Krieges wurde die Stadt Teil des wiedererrichteten Polens. Bereits am ersten Tag des Überfalls auf Polen wurde die Stadt von der Wehrmacht angegriffen und in der Folge erobert. Während der Besatzung durch die Deutschen war die Umgebung der Stadt auf Grund der günstigen geographischen Gegebenheiten ein Ort häufiger Partisanenangriffe. Im Januar 1945 marschierte die Rote Armee in der Gegend ein und die Wehrmacht musste ausweichen. Nach dem Krieg war die Stadt wieder Teil Polens. Im Rahmen einer Verwaltungsreform 1999 in Polen wurde Dobczyce, bisher in der Woiwodschaft Krakau, Teil der neu gebildeten Woiwodschaft Kleinpolen.

## Gemeinde
Die Stadt-und-Land-Gemeinde Dobczyce umfasst eine Fläche von 66,6 km². Die Einwohnerzahl beträgt 15.346 (Stand 31. Dezember 2020).

### Städte- und Gemeindepartnerschaften
- Versmold (Deutschland)
- Šarišské Michaľany (Slowakei)
- Hajssyn (Ukraine)

## Kultur und Sehenswürdigkeiten

### Museen
- Das Freilichtmuseum (Skansen) wurde 1968 errichtet.

### Bauwerke
- Die Burg Dobczyce wurde möglicherweise bereits im 13. Jahrhundert errichtet. 1590 bis 1594 wurde sie umgebaut und im 17. Jahrhundert wurde sie zerstört. Zurzeit wird die Burg rekonstruiert.
- Die Marienkirche der Gottesmutter Unterstützerin der Gläubigen wurde 1947 bis 1949 an der Stelle einer Kapelle errichtet.
- Die Figur des Heiligen Florian ist aus Sandstein gefertigt und stammt aus dem Jahr 1768.
- Der Friedhof Jeleniec stammt aus dem 19. Jahrhundert.
- Mit dem Bau der Johannes-der-Täufer-Kirche wurde 1828 begonnen. Bereits im 13. Jahrhundert befand sich an dieser Stelle aber eine Kirche.

## Verkehr
Dobczyce wird von zwei Woiwodschaftsstraßen (droga wojewódzka) gekreuzt. In west-östlicher Richtung ist dies die Woiwodschaftsstraße 967, welche im Westen nach etwa zwölf Kilometern in Myślenice in die Europastraße 77, zugleich Landesstraße 7, mündet. Im Osten führt sie Richtung Bochnia. Kurz vor Bochnia mündet sie in die Europastraße 40, zugleich Landesstraße 4.
Der nächste internationale Flughafen ist der Flughafen Johannes Paul II. Krakau-Balice, der etwa 30 Kilometer nordwestlich von Dobczyce liegt.

## Söhne und Töchter der Stadt
- Leonhard von Dobczyce (wahrscheinlich hier geboren) (um 1450–1508), Astronom, Astrologe und Mathematiker, Professor an der Krakauer Akademie
- Franciszek Ślusarczyk (* 1958), katholischer Geistlicher, ehemaliger Weihbischofskandidat in Krakau